# Virgin Australia Holdings
Virgin Australia Holdings Limited, precedentemente Virgin Blue Holdings Limited, è una holding company australiana che possiede le compagnie aeree Virgin Australia, Virgin Samoa e Tigerair Australia. Ne facevano parte anche la neozelandese Virgin Australia Airlines, la Pacific Blue e la Polynesian Blue, che nel dicembre 2011 furono assorbite dalla compagnia australiana. Venne fondata Richard Branson tramite il Virgin Grouped ha sede nel quartiere di Bowen Hills, a Brisbane. Attualmente il maggiore azionista della holding è Air New Zealand, che ne detiene il 26%. Altri azionisti rilevanti sono Singapore Airlines (23%) e Etihad Airways (21%). Solo il 10% è in mano al Virgin Group.

## Storia
La Virgin Blue nasce nel 2000 ed il suo primo volo fu il DJ214 da Sydney a Brisbane, operato il 31 agosto dello stesso anno. Venne creata come una sussidiaria completamente di proprietà del Virgin Group. La compagnia operava una rotta, aveva due Boeing 737 e 200 dipendenti. Nel 2001 l'Air New Zealand fece richiesta di acquisizione della compagnia per 250 milioni di A$, ma fu rifiutata da sir Richard Branson.
Nel marzo 2002 ci fu l'entrata della Patrick Corporation di Chris Corrigan nella società, di cui acquisì il 50% delle azioni, ma conseguentemente ci fu il passaggio al 62%, mentre il Virgin Group passò al 25,6%. Nello stesso anno la Toll Holdings tentò di comprare la stessa Patrick Corporation; in questa operazione un'importante parte la ebbe lo stesso Virgin Group che attraverso la Toll voleva riacquistare il 40,6% delle azioni. Durante il processo, però, la Toll Holdings rimodulò l'offerta e non ci fu il coinvolgimento della Virgin.

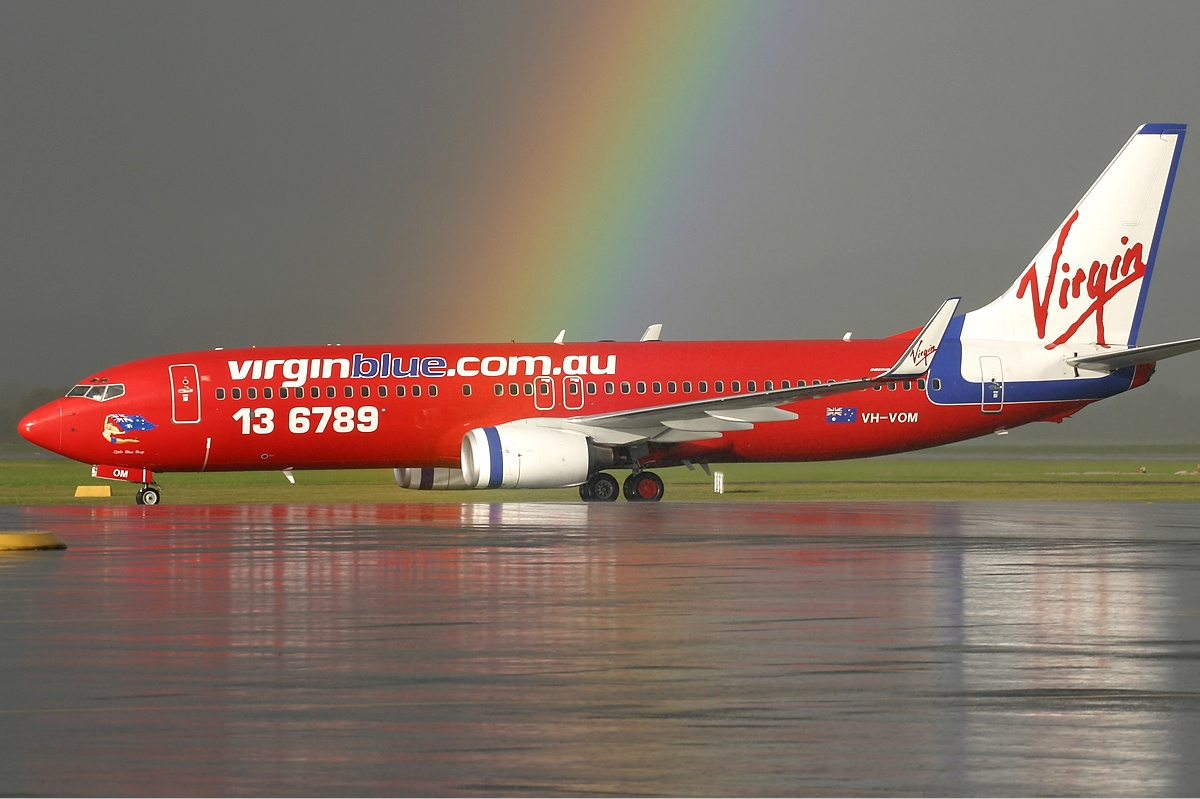
Un Boeing 737 della Virgin Blue.

Nel 2003 la Virgin Australia Holding inizia a guardare oltremare e decide di fondare, grazie anche alle operazioni dell'amministratore delegato Brett Godfrey, la Pacific Blue Airlines, con sede in Nuova Zelanda, che permise di entrare nel mercato delle tratte fra Australia e Nuova Zelanda attraverso la Tasmania. Attraverso la Nuova Zelanda la Virgin aprì nuove rotte verso le isole del Pacifico, come Figi, Tonga, Isole Cook e Samoa, dove fu fondata una nuova sussidiaria, la Polynesian Blue.
Nel 2007 venne annunciato il cambio di nome della Virgin Blue in V Australia: questo avvenne poiché la Singapore Airlines, entrata nella holding, ormai deteneva la maggior parte delle azioni, e ciò limitava l'utilizzo del nome "Virgin" (stessa ragione addotta per la Pacific Blue).
La nascita della Virgin Blue come compagnia australiana low-cost, inoltre, indusse la Qantas a creare una sua sussidiaria che le facesse concorrenza, la Jetstar Airways.
Nel 2011 la Air New Zealand acquistò il 14.99% della compagnia per 145 milioni di A$. Nel 2012, invece, la Singapore Airlines arrivò al 10% delle azioni, con un investimento di 105 milioni di A$. Inoltre la Virgin decise di acquistare il 100% delle azioni della Skywest Airlines, completata l'11 aprile 2013, ed il 60% della Tiger Airways dalla relativa holding.
Il 7 maggio 2013 fu creata la compagnia regionale Virgin Australia Regional Airlines.

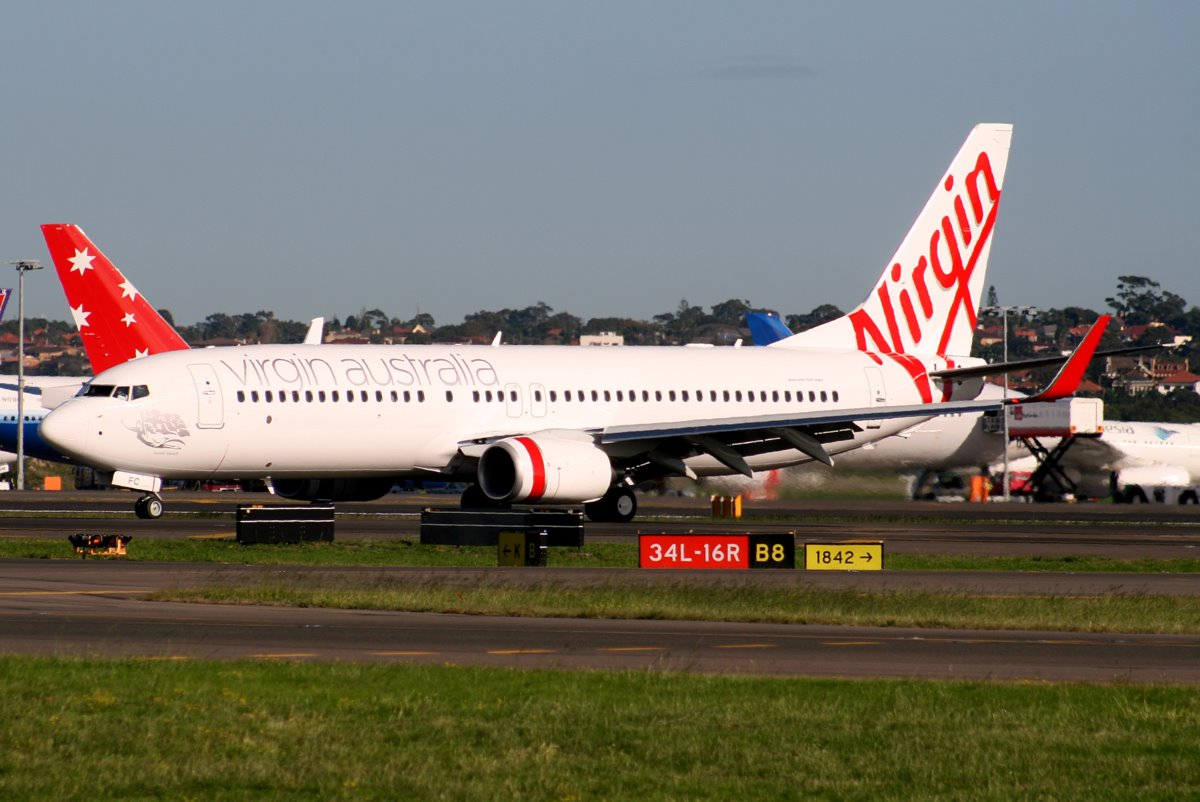
Un Boeing 737 della Virgin Australia.

Nell'ottobre 2013 la Etihad Airways raggiunse il 19.9% delle azioni, l'Air New Zealand passò al 25,9% e la Singapore Airlines al 19,9%, così che il fondatore sir Richard Branson rimase con il 10%.

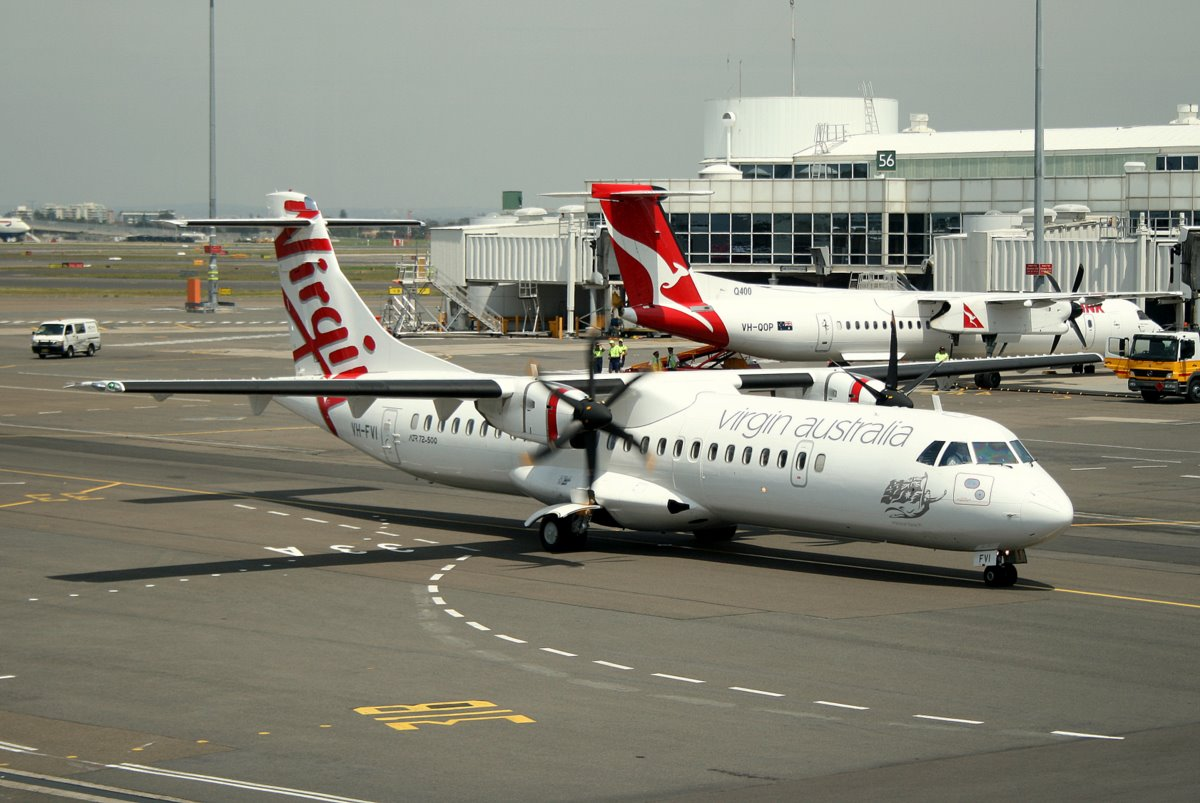
Un ATR-72 della Virgin Australia Regional.

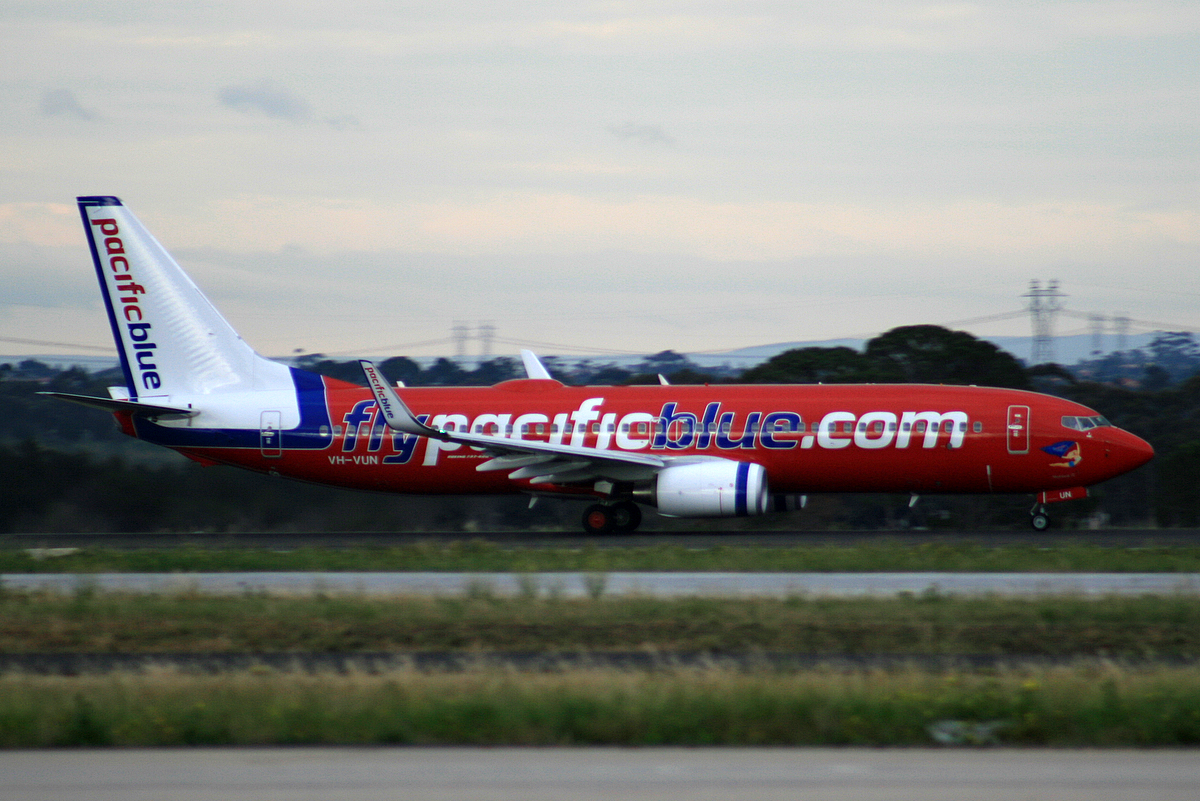
Un aereo della compagnia Pacific Blue.